# 細川昌勝
細川 昌勝（ほそかわ まさかつ）は、戦国時代から安土桃山時代にかけての武将。細川阿波守護家出身。細川 政勝とも表記される。

## 概要
『寛政重修諸家譜』によると、細川晴元に仕えて細川阿波守護家の武職を司り、永禄6年（1563年）3月1日に晴元が死去したのちに日向国に活動拠点を移したとされる。日向国に移動してからの活動は『上井覚兼日記』に見え、天正10年（1582年）11月24日には島津豊久が甲斐親直の提示した条件による両者の和睦を拒否すると決定した旨を本田城之介（本田親貞の親族か）と共に堅志田城に伝えている。この他にも豊久の使者としての活動が確認でき、翌月5日には肥後国三舟（御船町）に派遣されている。9日に一度帰還したのち、15日に再び三舟・隈庄（隈庄町）に派遣され、20日に帰還している。